# ماكسيميليانو موريرا
ماكسيميليانو موريرا (بالإسبانية: Maximiliano Moreira)‏ هو لاعب كرة قدم أوروغواياني في مركز الدفاع، ولد في 11 يونيو 1994 في مالدونادو في الأوروغواي. شارك مع منتخب الأوروغواي تحت 17 سنة لكرة القدم ومنتخب الأوروغواي تحت 20 سنة لكرة القدم. أما مع النوادي، فقد لعب مع أتيناس دي سان كارولس وجوفينتود ونادي رينتيستاس وناسيونال مونتيفيديو.

## وصلات خارجية
- ماكسيميليانو موريرا على موقع قاعدة بيانات كرة القدم.إي يو (الإنجليزية)
- ماكسيميليانو موريرا على موقع Soccerway.com (الإنجليزية)
- ماكسيميليانو موريرا على موقع عالم كرة القدم.نت (الإنجليزية)
- ماكسيميليانو موريرا على موقع AS.com (الإسبانية)